# Möllendorf
Möllendorf is een plaats en voormalige gemeente in de Duitse deelstaat Saksen-Anhalt en maakt deel uit van de Landkreis Mansfeld-Südharz.
Möllendorf telt 279 inwoners.